# Белозорово
Белозорово — село в Алексеевском районе (городском округе, с 2018) Белгородской области, входит в состав Гарбузовского сельского поселения.

## Описание
Расположено в восточной части области, в 23 км к юго-востоку от районного центра, города Алексеевки. 
| 1859 | 2002 | 2010 |
| ---- | ---- | ---- |
| 572  | ↘199 | →199 |

Улицы и переулки
| - ул. Заречная - ул. Озерная |

## История
В 1859 году — Бирюченского уезда «хутор владельческий Белозоров при речке Иванах (Ивановой)», «по правую сторону большого почтового тракта от г. Бирюча до г. Острогожска» — 83 двора, 572 жителя (277 мужского и 295 женского пола).
Упоминается в Памятной книжке Воронежской губернии за 1887 год как "хуторъ Бѣлозоровъ" Варваровской волости Бирюченского уезда. Число жителей обоего пола — 773, число дворов — 53.